# Hudson Falcons
Hudson Falcons ist eine US-amerikanische Rock- und Streetpunk-Band aus New Jersey.

## Geschichte
Die Band wurde 1997 gegründet, im selben Jahr erschien die Single Hudson Falcons. Nach einer Demo, zwei weiteren Singles sowie einer Split-Single gab die Gruppe 1999 über GMM Records ihr Debütalbum Desperation And Revolution heraus. Die Frühphase des Bandbestehens war von vielen Personalwechseln geprägt, zentrales Mitglied blieb stets Mark Linskey. Bereits in den ersten zehn Jahren ihrer Laufbahn spielten Hudson Falcons über 800 Konzerte. Sie traten 2015 auch in Deutschland auf.

## Stil
Die Musik der Band orientiert sich stark am Streetpunk, jedoch wird auch Bruce Springsteen als großer Einfluss genannt. Außerdem wurden Parallelen zu Bands wie Generators, den Rolling Stones und The Gaslight Anthem gezogen und der Stil als Mischung aus Punkrock, Country, Folk und Rock eingeordnet. Produzent des zweiten Studioalbums war Rick Barton, der mit populären Gruppen wie The Business, Dropkick Murphys und The Mahones zusammengearbeitet hat.
In den Texten werden oftmals politische Themen aufgegriffen. Linskey ist nach eigener Aussage Gewerkschaftsfunktionär, der Einsatz für die Arbeiterrechte kommt in Stücken wie Unionize und Pride zum Ausdruck. Die Band spricht sich ferner für die Vereinigung Irlands aus und coverte Alternative Ulster von der nordirischen Band Stiff Little Fingers sowie das bekannte Folklied Come out Ye Black and Tans.

## Diskografie

### Demos
- 1998: Hudson Falcons

### Alben
- 1999: Desperation and Revolution
- 2001: For Those Whose Hearts and Souls Are True
- 2004: La Famiglia
- 2008: Desire to Burn
- 2011: Dancing Underneath the Moonlight
- 2015: Peace of Mind

### Singles, Extended Plays
- 1997: Hudson Falcons
- 1999: 26+6=1
- 1999: The Rat Is Dead

### Splits
- 1999: An East Coast Split (Split-7″ mit Blood for Blood)
- 2001: Attak (mit King Size Braces)
- 2002: 67,104 Miles Later... (mit The GC5)
- 2003: One Size Slits All (mit Emscherkurve 77)
- 2007: Hudson Falcons / Virus Nine (Split-7″ mit Virus Nine)

### Kompilationen
- 2002: Singles Collection 1997–2002
- 2012: Sleep, Drive, Rock 'n' Roll, Repeat